# アニ充
『アニ充』（あにじゅう）は、スマートフォン専用放送局『NOTTV 1』にて2012年4月27日から2013年3月29日まで隔週金曜日の21:00から22:00に生放送されていたアニメ情報番組。NOTTVの特徴であるタイムシフト放送にも対応し、視聴者の好みの時間に視聴することができる。番組タイトルの「アニ充」は、「アニメが充実、アニメで充実」の意。
2012年12月より、放送時間が、第2・第4月曜の21:00〜22:00に変更。

## 概要
番組オリジナルのキャラクターの魔法少女・兎月充（とつきみちる　声：直木萌美）と、魔法少女見習い・時駆アリス（ときかけありす　声：片岡あづさ）が番組を進行。
テレビ、映画、パッケージ、配信など、すべてのメディアで触れることのできるアニメ作品を、放送局や配給会社の壁を越え一網打尽に紹介することを売りにしている。前半30分は主に作品のトレーラーを中心にした新作アニメ情報、後半30分は過去の名作テレビアニメ1話をまるごこと放送することが多い。コーナー企画として不定期に、聖地巡礼リポートやアニメファンインタビュー、声優舞台挨拶、制作現場潜入なども行う。

## 主なスタッフ
- キャラクター - ノヤマコト
- テーマ曲 - sasakure.UK
- 構成 - 安斎昌幸
- ディレクター - 黒沼雄太
- プロデューサー - 村中祐一
- 編成 - 副島義貴・上田結木
- 制作協力 - アマゾンラテルナ
- 製作 - NOTTV